# Extensible Dependency Grammar

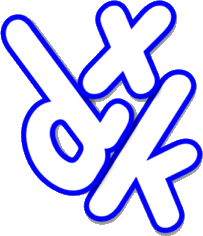
XDK-Logo

Extensible Dependency Grammar (XDG) ist eine neue Grammatiktheorie, die auf Dependenzgrammatik basiert.
XDG analysiert natürlichsprachliche Ausdrücke entlang einer unbegrenzten Anzahl von voneinander unabhängigen Dimensionen, z. B. grammatische Funktion, Wortstellung, Prädikat-Argument-Struktur, Skopus, Prosodie und Informationsstruktur. Jede dieser Dimensionen für sich unterliegt einer Menge von Wohlgeformtheitsbedingungen, der ein-dimensionalen Prinzipien, z. B. Valenz. Zusätzlich wird die Relation von mehreren Dimensionen untereinander durch eine Menge von multi-dimensionalen Prinzipien wie Climbing oder Linking bestimmt.
XDG-Grammatiken können mithilfe des XDG Development Kit (XDK) implementiert werden, das eine große Menge von Werkzeugen für das bequeme Entwickeln von Grammatiken bereitstellt, inklusive eines Parsers und einer grafischen Benutzeroberfläche.